# Sergey Morozov
Sergey Morozov (en ruso: Сергей Морозов; Aktobé, Kazajistán, 14 de junio de 1989) es un artista marcial mixto kazajo que compite en la división de peso gallo de Ultimate Fighting Championship.

## Primeros años
Ha jugado al fútbol desde los siete años, se inscribió en la Escuela Deportiva Juvenil, estudió allí, jugó hasta los 17 años. Luego, a los 17 años, se incorporó al equipo Aktobe-Zhas, que jugaba en la Primera División de Kazajistán. Jugó allí durante dos temporadas, antes de dejarlo por problemas de carácter: intransigente, desagradable, peleón.
En diciembre de 2021 se convirtió al Islam.

## Carrera de artes marciales mixtas

### Carrera temprana
Comenzó su carrera profesional de MMA en 2008, con un récord de 16-4, pasando la mayor parte de su tiempo en la escena regional rusa, con la mayoría de sus combates en el M-1 Global Challenge, donde pasó cinco años y es el ex campeón de peso gallo de M-1. En su intento por el campeonato contra Movsar Evloev el 22 de febrero de 2018 en el M-1 Challenge 88, perdiendo por sumisión en el tercer asalto. Después de ganar los tres combates siguientes, se hizo con el campeonato contra Aleksandr Osetrov en M-1 Challenge 102, ganando por TKO en el tercer asalto. Defendió el título contra Josh Rettinghouse en M-1 Challenge 105, ganando el combate por decisión unánime.

### Ultimate Fighting Championship
Se esperaba que se enfrentara a Umar Nurmagomedov el 24 de octubre de 2020 en UFC 254, pero Nurmagomedov se retiró debido a una enfermedad. El emparejamiento fue entonces reprogramado para el 24 de enero de 2021 en UFC 257. Sin embargo, el combate volvió a ser reprogramado por segunda vez el 20 de enero de 2021 en UFC on ESPN: Chiesa vs. Magny. Perdió el combate por sumisión en el segundo asalto.
Se enfrentó a Khalid Taha el 17 de julio de 2021 en UFC on ESPN: Makhachev vs. Moisés. Ganó el combate por decisión unánime.
Se enfrentó a Douglas Silva de Andrade el 12 de febrero de 2022 en UFC 271. Perdió el combate por sumisión en el segundo asalto.. Este combate le valió el premio a la Pelea de la Noche.
Se enfrentó a Raulian Paiva el 25 de junio de 2022 en UFC on ESPN: Tsarukyan vs. Gamrot. Ganó el combate por decisión unánime.
Está programado para enfrentarse a Journey Newson el 17 de diciembre de 2022 en UFC Fight Night: Cannonier vs. Strickland.

## Campeonatos y logros
- Ultimate Fighting Championship
  - Pelea de la Noche (una vez) vs. Douglas Silva de Andrade[15]
- M-1 Global
  - Campeonato de Peso Gallo de M-1 (una vez)[6]
    - Una defensa exitosa del título[19]

## Récord en artes marciales mixtas
| Resultado | Récord | Oponente                 | Método                                         | Evento                                            | Fecha                    | Ronda | Tiempo | Localización      | Notas                                                   |
| --------- | ------ | ------------------------ | ---------------------------------------------- | ------------------------------------------------- | ------------------------ | ----- | ------ | ----------------- | ------------------------------------------------------- |
| Victoria  | 18-5   | Raulian Paiva            | Decisión (unánime)                             | UFC on ESPN: Tsarukyan vs. Gamrot                 | 25 de junio de 2022      | 3     | 5:00   | Las Vegas, Nevada |                                                         |
| Derrota   | 17-5   | Douglas Silva de Andrade | Sumisión técnica (estrangulamiento por detrás) | UFC 271                                           | 12 de febrero de 2022    | 2     | 3:24   | Houston, Texas    | Pelea de la Noche.                                      |
| Victoria  | 17-4   | Khalid Taha              | Decisión (unánime)                             | UFC on ESPN: Makhachev vs. Moisés                 | 17 de julio de 2021      | 3     | 5:00   | Las Vegas, Nevada |                                                         |
| Derrota   | 16-4   | Umar Nurmagomedov        | Sumisión técnica (estrangulamiento por detrás) | UFC on ESPN: Chiesa vs. Magny                     | 20 de enero de 2021      | 2     | 3:39   | Abu Dhabi         |                                                         |
| Victoria  | 16-3   | Josh Rettinghouse        | Decisión (unánime)                             | M-1 Challenge 105                                 | 19 de octubre de 2019    | 5     | 5:00   | Astaná            | Defendió el Campeonato de Peso Gallo de M-1 Global.     |
| Victoria  | 15-3   | Aleksandr Osetrov        | TKO (puñetazos)                                | M-1 Challenge 102                                 | 28 de junio de 2019      | 4     | 1:40   | Astaná            | Ganó el vacante Campeonato de Peso Gallo de M-1 Global. |
| Victoria  | 14-3   | Bakhytbek Duyshobay Uulu | KO (puñetazos)                                 | M-1 Challenge 100                                 | 15 de diciembre de 2018  | 1     | 4:15   | Atirau            |                                                         |
| Victoria  | 13-3   | Bair Shtepin             | Decisión (unánime)                             | M-1 Challenge 98                                  | 2 de noviembre de 2018   | 3     | 5:00   | Cheliábinsk       |                                                         |
| Victoria  | 12-3   | Zaka Fatullazade         | TKO (puñetazos)                                | M-1 Challenge 95                                  | 21 de julio de 2018      | 1     | 4:31   | Nazrán            |                                                         |
| Derrota   | 11-3   | Movsar Evloev            | Sumisión técnica (estrangulamiento por detrás) | M-1 Challenge 88                                  | 22 de febrero de 2018    | 3     | 3:47   | Moscú             | Por el Campeonato de Peso Gallo de M-1 Global.          |
| Victoria  | 11-2   | Luan Fernandes           | TKO (puñetazos)                                | M-1 Challenge 83                                  | 24 de septiembre de 2017 | 2     | 4:48   | Kazán             |                                                         |
| Victoria  | 10-2   | Fabricio Sarraff         | Decisión (unánime)                             | M-1 Challenge 76                                  | 22 de abril de 2017      | 3     | 5:00   | Nálchik           |                                                         |
| Derrota   | 9-2    | Josh Rettinghouse        | KO (puñetazos)                                 | M-1 Challenge 73                                  | 9 de diciembre de 2016   | 1     | 4:22   | Nazrán            |                                                         |
| Victoria  | 9-1    | Yoon Jin Lee             | Decisión (unánime)                             | KZMMAF: Battle of Nomads 9                        | 8 de agosto de 2016      | 3     | 5:00   | Hwasun-gun        |                                                         |
| Victoria  | 8-1    | Rafael Dias              | Decisión (unánime)                             | M-1 Challenge 69                                  | 16 de julio de 2016      | 3     | 5:00   | Targim            |                                                         |
| Derrota   | 7-1    | Pavel Vitruk             | Decisión (unánime)                             | M-1 Challenge 64                                  | 19 de febrero de 2016    | 3     | 5:00   | Moscú             |                                                         |
| Victoria  | 7-0    | Andy Young               | TKO (puñetazos)                                | M-1 Challenge 59                                  | 3 de julio de 2015       | 2     | 3:50   | Astaná            | Regreso al peso gallo.                                  |
| Victoria  | 6-0    | Zafar Salimov            | Sumisión (estrangulamiento por detrás)         | KZMMAF: Battle of Nomads 4                        | 24 de mayo de 2015       | 1     | N/A    | Juyand            |                                                         |
| Victoria  | 5-0    | Bogar Klos               | TKO (puñetazos)                                | KZMMAF: Battle of Nomads 3                        | 11 de abril de 2015      | 1     | 3:44   | Oral              |                                                         |
| Victoria  | 4-0    | Andranik Karapetyan      | Sumisión (estrangulamiento por detrás)         | Professional Combat Samb: Eurasian Economic Union | 21 de febrero de 2015    | 1     | 1:52   | Omsk              | Debut en el peso pluma.                                 |
| Victoria  | 3-0    | Rijirigala Amu           | TKO (rodillazo y puñetazos)                    | M-1 Challenge 53                                  | 25 de noviembre de 2014  | 2     | 4:40   | Pekín             |                                                         |
| Victoria  | 2-0    | Mirat Bekishev           | KO (puñetazos)                                 | Astana Fight Club 2                               | 20 de octubre de 2012    | 2     | N/A    | Astaná            |                                                         |
| Victoria  | 1-0    | Andrey Mikhailov         | Sumisión                                       | Profi Mix Fight Championship 2                    | 22 de febrero de 2008    | 1     | N/A    | Nizhni Nóvgorod   | Debut en el peso gallo.                                 |